# 富山大学教育学部附属小学校
富山大学教育学部附属小学校（とやまだいがくきょういくがくぶふぞくしょうがっこう）は、富山県富山市五艘にある国立小学校。富山大学教育学部の附属機関として幼稚園や中学校、特別支援学校が同じ敷地内にあり、一つの学園が成り立っている。なお、全校児童の約半数は附属幼稚園からの内部進学生であり、ほぼすべての児童が附属中学校へ進学する。多くの大学附属校と違って附属高校はない。
校長は富山大学から選ばれる。

## 概要
入学者の選考は学力検査によって行われる（2007年度入学者から抽選は廃止）。附属幼稚園からは、余程のことがない限り全員が進学できる。学区はなく、県内全域から児童が通学する。

## 沿革
- 1877年12月 - 石川県第二師範学校に附属小学校設置
- 1879年8月 - 附属小学校が廃し、練習部が置かれる。
- 1881年 - 石川県富山小学師範学校と改称
- 1883年 - 富山県富山師範学校と改称
- 1884年 - 富山県師範学校と改称
- 1886年12月 - 富山県尋常師範学校と改称、練習部を廃し、附属小学校と改称
- 1888年2月 - 附属小学校類焼のため校舎を全焼
- 1898年 - 富山県師範学校と改称
- 1907年4月 - 附属小学校学級6年編制とする。
- 1909年9月 - 附属小学校の校旗を樹立
- 1922年10月 - 附属小学校尋常科第1学年から高等科第3学年まで編制、尋常科は10学級となる。
- 1941年4月 - 国民学校令により附属国民学校と改称、初等科6年高等科2年が全て義務教育となる。
- 1943年4月 - 師範教育令改正により富山県師範学校は専門学校となり、富山師範学校と改称。本校は富山師範学校男子部附属国民学校と改称
- 1947年4月 - 富山師範学校附属小学校と改称。
- 1949年6月 - 学制改革により、富山大学富山師範学校附属小学校となる。
- 1951年4月 - 富山大学教育学部附属小学校と改称。
- 1968年7月 - 特殊学級開設
- 1976年4月 - 附属養護学校設置に伴い特殊学級廃止
- 2004年3月 - 大韓民国慶照大学校併設初等学校との友好協約締結。
- 2005年3月 - 中華人民共和国大連海事大学付属学校との友好協約締結。
- 2005年10月 - 富山大学人間発達科学部附属小学校と改称。
- 2022年4月 - 富山大学教育学部附属小学校と改称。

## 著名な出身者
- 瀧廉太郎 - 日本の音楽家、作曲家。旧富山県尋常師範学校附属小学校出身。後に東京の麹町尋常小学校へ。
- 新田八朗 - 富山県知事、元日本海ガス社長、元国際青年会議所副会頭
- 池端忍 - 元モデル、第7回全日本国民的美少女コンテスト審査員特別賞受賞
- 西島梢 - ミュージシャン、ナナムジカの一人